# Peter Helander (politiker)
Gut Peter Mikael Helander, född 11 november 1961 i Stora Tuna församling, Kopparbergs län, är en svensk politiker (centerpartist). Han var ordinarie riksdagsledamot 2016–2022, invald för Dalarnas läns valkrets.
Helander kandiderade i riksdagsvalet 2014 och blev ersättare. Han utsågs till ny ordinarie riksdagsledamot från och med 11 januari 2016 sedan Anders Ahlgren avsagt sig sitt uppdrag.
I riksdagen var Helander ledamot i näringsutskottet 2019–2022 och ledamot i riksbanksfullmäktige 2018–2022. Han var även suppleant i bland annat finansutskottet, försvarsutskottet, kulturutskottet och näringsutskottet. Efter tiden som riksdagsledamot är Helander suppleant i riksbanksfullmäktige sedan oktober 2022.